# Grytgöl (Locknevi socken, Småland)
Grytgöl är en sjö i Vimmerby kommun i Småland och ingår i Botorpsströmmens huvudavrinningsområde.